# Allan Pietarinen
Allan Pietarinen, né le 4 mai 1929, à Helsinki, en Finlande et mort le 21 août 2014, à Espoo, en Finlande, est un ancien joueur finlandais de basket-ball.